# الأدب في أمريكا الوسطى

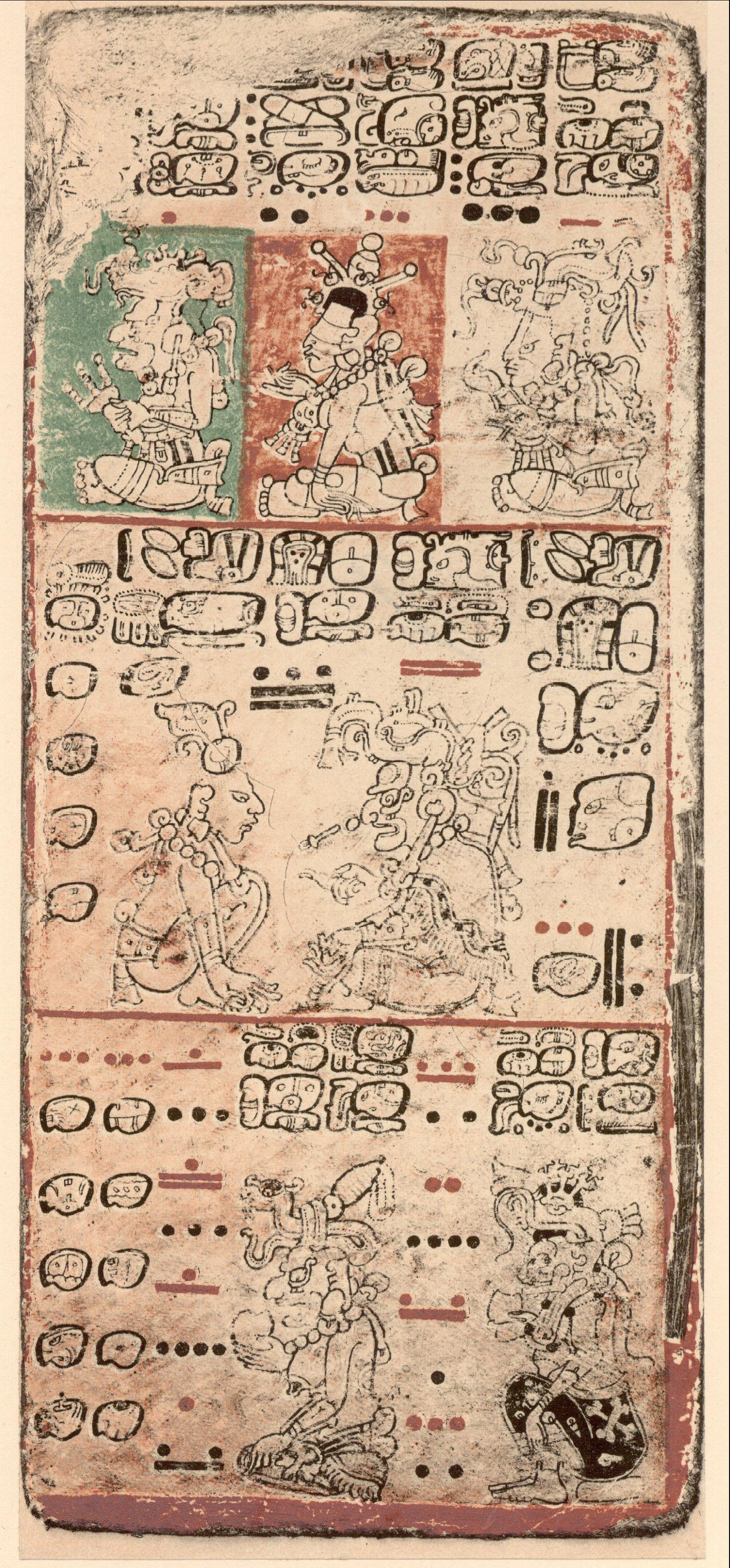

الأدب في أمريكا الوسطى تعود تقاليد الأدب الخاص بالشعوب الأصلية في أمريكا الوسطى إلى أقدم أشكال الكتابة الموثوقة في هذه المنطقة التي يعود تأريخها إلى نحو منتصف الألفية الأولى قبل الميلاد. تُعرف العديد من ثقافات العصر قبل الكولومبي لأمريكا الوسطى بوجود مجتمعات المعرفة، التي أنتجت العديد من أنظمة الكتابة في أمريكا الوسطى بدرجات متفاوتة من التعقيد والشمولية. نشأت العديد من أنظمة الكتابة في أمريكا الوسطى بشكل مستقل عن أنظمة الكتابة في العالم. يمثل تطورها واحدة من هذه الأصول القليلة في تاريخ الكتابة. أحضر الغزاة معهم إبداعهم بثقافتهم المتمايزة، على شكل كتب، من أوروبا إلى العالم الجديد، مما أدى إلى تأثر الأدب المحلي.
يُعد الأدب والنصوص المكتوبة من قبل السكان الأصليين في أمريكا الوسطى من أقدم الأدب المعروف للأمريكيين، وذلك لسببين رئيسيين: أولًا، حقيقة أن السكان المحليين في أمريكا الوسطى كانوا أول من أدخل الاتصال المكثف مع الأوروبيين، ضامنين بذلك توثيق العديد من نماذج الأدب في أمريكا الوسطى في أشكال باقية ومفهومة. ثانيًا، التاريخ الطويل للكتابة في أمريكا الوسطى الذي ساهم بلا شك باعتناق السكان المحليين في أمريكا الوسطى بسرعة للأبجدية اللاتينية الخاصة بالإسبان وخلق العديد من الأعمال الأدبية المكتوبة بهذه الأبجدية خلال القرن الأول بعد الغزو الإسباني لإمبراطورية الآزتك. يلخص المقال المعرفة الراهنة عن أدب الشعوب الأصلية في أمريكا الوسطى بأوسع معانيها ويصف أقسامها من خلال محتوها الأدبي ومناسباتها الاجتماعية. 

## الأدب ما قبل الكولومبي
عند تعريف الأدب بأوسع معانيه الممكنة لتشمل بذلك جميع نواتج «المعرفة»، ينبغي أن تكون وظيفتها في المجتمع المثقف هي التركيز على التحليل. فيما يلي الأنواع والوظائف المعروفة لآداب الشعوب الأصلية في أمريكا الوسطى. 
يمكن التعرف على ثلاثة مواضيع رئيسة للأدب في أمريكا الوسطى:
- الدين، والزمن، وعلم الفلك: تشاركت الحضارة في أمريكا الوسطى الاهتمام بالتسجيل وتعقب الزمن من خلال رصد الأجرام السماوية والاحتفالات بالطقوس الدينية بمراحلها المختلفة. وليس من المفاجئ أن جزءًا كبيرًا من الأدب في أمريكا الوسطى الذي وصل إلينا عبر الزمن يتعامل تحديدًا مع هذا النوع من المعلومات. يتعامل الأدب الحقيقي ما قبل الكولومبي مثل شعوب المايا وكودوكس أزتيكي  مع المعلومات التقويمية والفلكية، بالإضافة إلى وصف الشعائر المرتبطة بمرور الزمن.
- التاريخ، والقوة، والإرث: وُجِد قسم كبير آخر من الأدب ما قبل الكولومبي منقوشًا على مبانٍ تذكارية مثل المِسلّات، والمذابح، والمعابد. يوثق هذا النوع من الأدب عادًة القوة، والإرث، وانتصارات مذكورة، والارتقاء إلى الحكم، والاهتمام بالنصب التذكارية، والزواج بين السلالات الملكية.
- الأنواع الأسطورية والخرافية. يظهر معظمها في نسخ ما بعد الفتح لكنها تعتمد غالبًا على التقاليد الشفوية والمصورة. إن الأدب الأسطوري والسردي في أمريكا الوسطى غني جدًا ولا يسعنا إلا أن نخمن كم فُقد منه.
- الأدب اليومي. بعض النصوص هي نوع من الأدب اليومي مثل وصف الأجسام وملاكها، والنقوش الجدارية، لكنها لا تحتوي سوى على جزء صغير من الأدب المعروف.

### الأدب التصويري في مواجهة الأدب اللغوي
يميز جيوفري سامبسون بين نوعين من الكتابة. يطلق على نوع من الكتابة اسم «القصص السيميائية» يغطي هذا أنواع من الكتابة التصويرية أو السيميائية المفاهيمية (هو رمز أو رسم يمثل فكرة أو مفهومًا ، بشكل مستقل عن اللغة، أو قد يمثل كلمات أو عبارات محددة) التي لا ترتبط بالضرورة مع اللغة الصوتية لكن يمكن قراءتها بمختلف اللغات، يُستخدم هذا النوع من الكتابة على سبيل المثال في الإشارات الطرقية والتي يمكن قراءتها في أي لغة. النوع الآخر من الكتابة هو الكتابة اللغوية ويسميه سامبسون الكتابة «الصوتصورية» والتي تمثل الأصوات والكلمات في اللغات مما يسمح بقراءة لغوية دقيقة للنص في كل مرة. في أمريكا الوسطى كانا هاذان النوعان من الكتابة لم يُكتشفا بعد، وبالإضافة إلى الكتابة، والرسم، وصنع اللوحات كان يُنظر إليهم على أنهم مترابطون ارتباطًا وثيقًا إن لم يكونوا مفاهيم متطابقة. يوجد في كل من لغات المايا والآزتك كلمة واحدة للكتابة والرسم. تُقرأ الرسومات على أنها شيءٌ لغويٌ. مما يجعل الأمر صعبًا على العلماء المعاصرين  للتميز بين ما إذا كان النقش من نقوش أمريكا الوسطى يمثل لغة محكية أو أنه يُفسر بكونه رسمًا تصويريًا. إن شعب المايا هو من دون شك الشعب الوحيد في أمريكا الوسطى الذي طور الكتابة الحقيقية بشكل كامل أو النص الصوتي، وحتى نصوص المايا هي تصويرية إلى حد كبير وتظهر الحدود الغامضة بين الرسومات والنصوص. تختلف آراء العلماء حول مرونة اللفظ في النصوص الخاصة بأمريكا الوسطى والأنماط التصويرية للرموز، ولكن يظهر العديد منهم استخدام مبدأ ريبوس ومجموعة من الرموز التقليدية عالية المستوى.

### النقوش التذكارية
- كان للنقوش التذكارية غالبًا تسجيلات تاريخية للدول، تتضمن بعض الأمثلة الشهيرة:
- السلالم الهيروغليفية في كوبان التي تسجل تاريخ كوبان في 7000 رمز على درجاته البالغ عددها 62.
- نقوش ناج تونيش (المنزل الهجري أو الكهف) الذي يسجل وصول المهاجرين النبلاء إلى الكهف المقدس.
- نقوش قبر باكال، حاكم بالينكي الشهير.
- العديد من النصب التذكارية ليوشتشيلان، وكيوريجوا، وكوبان، وتيكال، وبالينكي وغيرها الكثير من الأماكن التي لا حصر لها في المواقع الأثرية لشعب المايا.
- يخدم هدف هذه الأنواع من النقوش التاريخية في تعزيز قوة الحاكم أيضًا الذي استخدمهم كنوع من شهادات الدعاية لقوتهم. تصف أكثر النصوص التذكارية الهيروغليفية معرفًة:
- السيادة: ارتقاء وموت الحكام، والمطالبة بالنسب من السلالات النبيلة.
- الصراع: النصر والغزوات
- التحالف: الزواج بين السلالات.
- إهداء النصب التذكارية والأبنية.[1]

يكتب ديفيد ستيورات المختص بالكتابات الأثرية عن الاختلاف بالمعنى بين النصوص الهيروغليفية التذكارية في يوشتشيلان وفي كوبان: 
«إن الموضوعات الرئيسية في النصب التذكاري المعروفة في يوشتشيلان هي عن الحرب، والرقص، وطقوس سفك الدماء، مع العديد من السجلات في الطقوس المعمارية المهداة». ترافق معظم سجلات الحرب والرقصات مشاهد للحكام الذين يظهرون في هذه النصوص بشكل بارز. لنصوص كوبان تركيز أقل بكثير على السرد التاريخي. على سبيل المثال النصب التذكاري للساحة العظيمة منقوشة بصيغة اهدائية، حيث تسمي الحاكم «مالك» النصب التذكاري، لكنهم نادرًا ما يسجلون، هذا إن سجلوا، أي تقليد لنشاطات تاريخية. إن تواريخ الميلاد في كوبان غير موجودة تقريبًا، وكذلك سجلا الحرب والاستيلاء. ولهذا يفتقر الحكام الكوبان للتاريخ ذو الطابع الشخصي الذي نقرأه في نصوص المراكز الجديدة في السهول الغربية، مثل بالينكي، ويوشتشيلان، وبيدراس نيغراس». 

## الأدب ما بعد الفتح مكتوباً بالأحرف اللاتينية
أدى دخول الأبجدية اللاتينية وإتقان الكتابة لدى السكان الأصليين إلى كتابة كمية كبيرةٍ من النصوص. استغل الكُتاب الأصليون القدامى تلك التقنيات الجديدة ليوثقوا تاريخهم وعاداتهم عن طريق الكتابة، بينما استمرّ الرهبان بنشر التعليم بين السكان الأصليين. استمرّ هذا التقليد بضعة قرونٍ فقط، وعقب صدور مراسيم ملكية جعلت من اللغة الإسبانية لغة الإمبراطورية الإسبانية الوحيدة، وذلك بحلول منتصف القرن الثامن عشر، أصبحت الكتابة باللغات الأصلية غير مستخدمة ومنسية. بينما استمر الأدب الشفوي بالانتقال من جيل إلى آخر حتى يومنا هذا، وأصبح الأدب الشفوي محطّ اهتمام علماء الأعراق (الأنثولوجيا) في أوائل القرن العشرين، لكنهم لم يهتموا بتشجيع المعرفة باللغات الأصلية في مجتمعات السكان الأصليين التي عملوا ضمنها. يُعد ذلك اليوم عملًا مهمًا وشديد الصعوبة في أمريكا الوسطى، والهدف منه إعادة المعرفة اللغوية إلى السكان الأصليين، على الرغم من أن العمل لم يبدأ إلّا مؤخراً. لكن خلال القرون الأولى التالية لحقبة ما بعد الاستعمار، ظهر عدد كبيرٌ من النصوص المكتوبة باللغات الأصلية لشعوب أمريكا الوسطى.

## نصوص مخطوطة ذات أهمية كبرى

### كودكس مندوزا
فلورنتين كودكس: وهو عبارة عن عمل من 12 مجلداً ألّفه الأخ الفرنسسكاني برناردينو دي ساغون، وأرسله إلى أوروبا عام 1576. تعالج كتبٌ مختلفة مواضيع مثل ديانة الأزتيك وطقوس العبادة، واللوردات والحُكام، والتُجار الرُحل الذين يجوبون مسافات شاسعة، ويُعرفون باسم بوكتيكا، وعامة الشعب، و«الأشياء الأرضية» وتشمل على سبيل المثال موجزاً عن المعلومات المتعلقة بالنباتات والحيوانات والصخور وأنواع التربة. أما المُجلد الثاني عشر، فيحوي تاريخ الفتوحات والغزوات من وجهة نظر تينوتشتيتلان –تلاتيلولكو. دُعيت تلك المجلدات بـ «مخطوطة فلورنتين» لأنها وُجدت في مكتبة ضمن مدينة فلورنسا في إيطاليا.

### وثائق تاريخية
تُعتبر الكثير من النصوص التالية لمرحلة الاستعمار بمثابة وثائق وشهادات تاريخية، وكانت تلك الوثائق حوليات تسرد أحداث الناس والمدينة أو الدولة سنة تلو الأخرى، وغالباً ما ترتكز على مستندات مصوّرة أو شهادات شفهية من أفرادٍ كبارٍ في السن ضمن المجتمع. لكن أحياناً، دَمَجت بعض الشهادات الأدبية الشخصية، والتي تروي حياة الناس أو الدولة، بين الميثولوجيا والتاريخ الحقيقي. ولم يوجد فرقٌ بين الاثنين لدى سكان أمريكا الوسطى. مثلما جاء في كتب تشيالام بالام التابعة لحضارة المايا، والتي احتوت وثائق تاريخية ونبوءات، فكانت تلك الكُتب بمثابة تأريخ للسكان والبلاد.

## الحوليات
- حوليات كاكتشيكيل.
- تشيالام بالام: كُتب من تشومايل وماني وتيزمين وكاوا وإكسيل وتوسيك.
- حوليات تلاتيلولكو، حوليات تلاتشكالا، حوليات كاوهتيتلان.
- مخطوطة تيليريانو –ريمينسيس.
- حوليات بويبلا –وادي تلاتشكالا.
- الكثير من الحوليات والمخطوطات الصورية التابعة لبلد أصليّ، والتي تُقدم الكثير عن تاريخ ذاك البلد.

## التاريخ
سجلّ كورنيكا ميكسيكايوتل الزمني، الذي وضعه فرناندو ألفارادو تيزوزوموك.
مخطوطة تسيمالباهين وضعها دومينغو فرانسيسكو دي سان أنتون مونيون تسيمالباهين.
لينزو دي تلاكسكالا (تاريخ تلاكسكالا)، تحوي تاريخاً مصوّراً لفتوحات الإسبان وضعه دييغو مونيا كامارغو.
لينزو دي كواوكويشولان، تاريخٌ تصويري أيضاً للفتوحات.

### وثائق إدارية
تطلبت حالة الشعوب الأصلية في أمريكا الوسطى عقب الفتح الإسباني تعلّمَ كيفية الانتقال إلى نظام إداري جديد ومعقد. ومن أجل الحصول على محاباة السلطات والمناصب الراقية، اضطر السكان إلى استجداء عطف السلطات الجديدة، واضطروا إلى إثبات حقهم في امتلاك الأراضي والتركات. أدت تلك القوانين إلى انتشار المعرفة بأدب الإدارة في اللغات الأصلية للسكان، لأن الوثائق غالباً ما كُتبت باللغة الأصلية أولاً، ثم تُرجمت لاحقاً إلى الإسبانية. جلبت الوثائق المكتوبة باللغة الأصلية اهتمام علماء التاريخ الذين يدرسون شعب أمريكا الوسطى، وتحديداً تشارلز غيبسون في مؤلفه الأزتيك تحت الحكم الإسباني عام 1964، وجيمس لوكهارت في مؤلفة شعب الناهاوس بعد الفتح عام 1992. حصلت الوثائق المكتوبة باللغة الأصلية، والتي توثّق تاريخ السُكان الأصليين، على اهتمام شديدٍ من طرف علماء الفيلولوجيا الجديدة.
تحوي تلك الوثائق والمستندات الإدارية عددًا كبيرًا من:
الوصايا: (وصايا قانونية لأفراد من الشعوب الأصلية، تُجمع تلك الوصايا أحياناً مع بعضها في كتبٍ خاصة بها) استُخدمت وصايا الشعوب الأصلية بصفتها مصدراً للمعلومات المتعلقة بأصحابها، وعلى الرغم من أن الوصايا مُدمجة مع بعضها، لكنها تعطي معلوماتٍ أشمل عن ثقافة السكان الأصليين، وعلاقات القربى، والعلاقات والممارسات التجارية. بدءاً من عام 1976، نُشرت الوصايا بصفتها مثالاً عن إمكانية تأريخ وتوثيق اللغات الأصلية لشعوب وسط أمريكا، وهي جزء مما يُدعى اليوم بالفيلولوجيا الجديدة. نُشر عددٌ من مجموعات الوصايا تلك، من ضمنها أربعة مجلدات تتعلق بمشروع مولته الحكومة المكسيكية. نُشرت أيضاً مجموعات مليئة بالوصايا، عقبتها دراسة أحادية (أفرودة) للانتفاع من تلك الوصايا. في الأعوام الأخيرة، نُشرت مختارات أدبية من وصايا الشعوب الأصلية، تعود لسكان وسط أمريكا وأماكن أخرى.
وصايا كولهوكان، وهي مجموعة من الوصايا تعود إلى القرن السادس عشر جُمعت كلّها في كتابٍ واحد، وتركّز على ثمانينيات القرن السادس عشر، وهي بذلك مصدرٌ للتاريخ الاجتماعي الخاص بتلك المدينة.
وصايا إكسيل، وهي عبارة عن كتابٍ يحوي وصايا مكتوبة بلغة المايا اليوكاتية تعود لستينيات القرن الثامن عشر، واستخدمت باعتبارها مصدراً لتاريخ شعب المايا القاطن في يوكاتان.
وصايا تولوكا، مجموعة من الوصايا تعود لمنطقة كاليمايا/ تولوكا، وتُعتبر أساس تاريخ تلك المنطقة.
تُعد سجلات كابيلدو (سجلات مجلس البلدة لدى السكان الأصليين)، مثالًا بارزًا من تلاكسكالا.
تيتولوس (دعوى يُطالب من خلالها بالأراضي والسلطة عن طريق إثبات الإرث النبيل لصاحبها من العصر ما قبل الكولومبي).
سجلات إحصائيات السكان والأتاوات (تقدِّم تلك الإحصائيات التي أُجريت بالطواف على المنازل معلوماتٍ مهمة عن علاقات القرابة وأنماط الاستيطان والسكن، ومعلومات اقتصادية مهمة عن المُلكيات والأتاوات الإلزامية). عُثر على تلك السجلات في منطقة كويرنافاكا ووتزوتسينكو وتتسكوكو.
الالتماسات والعرائض (التماسات لتخفيض الرسوم المتعلقة بالأتاوات، أو شكاوى على اللوردات السيئين). تُعتبر مخطوطة أسونا مثالاً مطولاً عن تلك العرائض، وهي عبارة عن نصوصٍ مصوّرة ومكتوبة بأبجدية ناهواتل، جاءت فيها شكاوى مجموعة من السكان الأصليين ضد المسؤولين المستعمرين.
وثائق المطالبة بالأراضي (توصيفات للممتلكات والأراضي وغالباً ما استُخدمت في القضايا القانونية). تُعتبر خريطة أراضي أوزتوتيكباك في تتسكوكو أبرز مثالٍ عن تلك الوثائق.

### ريلاسيونيس جيوغرافيكاس (أو العلاقات الجغرافية)
في أواخر القرن السادس عشر، سعى التاج الملكي الإسباني للحصول على معلومات ممنهجة حول المستوطنات التي يقطنها السكان الأصليون، والتي أصبحت جزءاً من الإمبراطورية الإسبانية. وُضع استبيان من أجل ذلك، وجمع المسؤولون الإسبان المحليون معلومات من البلدات الأصلية الخاضعة للإدارة الإسبانية، وباستخدام النخب المحلية باعتبارها مصدراً لجمع المعلومات. تألفت بعض التقارير من بضع صفحات، مثل تلك التي جُمعت من كالهواكان، في المقابل، استغلت بعض الكيانات السياسية الأصلية الكُبرى -مثل تلاكسكالا- الفرصة لتمنح الإسبان وصفاً دقيقاً عن تاريخهم قبل الاستعمار، والمشاركة في الفتح الإسباني لوسط المكسيك. شملت معظم الوثائق الجغرافية خريطة محلية عن المستوطنة. أُصدرت الـ «ريلاسيونيس جيوغرافيكاس» لأن المسؤولين في المستعمرات أطاعوا التعليمات الملكية، لكن محتوى تلك المعلومات التي جمعوها قد جاء بالكامل من السكان الأصليين، سواءً كانوا مخبرين أم مؤلفين.

### الروايات الأسطورية
يُعتبر أدب أمريكا الوسطى الحاوي على روايات أسطورية أو ميثولوجية في المرتبة الأولى ضمن قائمة الآداب المتعلقة بالسكان الأصليين لأمريكا الوسطى من ناحية الإقبال على البحث. غالباً ما يكون أسلوب تلك الكُتب شعرياً، ويلائم معايير الجمال الحديثة لسببين: أولهما الطبيعة الشعرية للغة الأصلية، والمحتوى «الغامض» والغريب لتلك الكُتب والقصص. وتُعتبر تلك القصص مهمة أيضاً لأنها تخلق تناصاً أدبياً بين الثقافات. تملك الكثير من الكتب أحداثاً تاريخية حقيقية، وبالإمكان تمييز النصوص الميثولوجية عن الحقيقية من خلال التركيز على المصدر الميثولوجي وتتبع نسب الأفراد حتى الوصول إلى فردٍ يُعتبر مصدر تلك القوة الغامضة التي تتمع بها الشخصيات الأسطورية.
- بوبول فو (التاريخ الميثولوجي الأسطوري لشعب الكيتشا).
- مخطوطة تشيمالبوبوكا (المصدر الرئيس لأسطورة الخلق المتعلقة بالشموس الخمسة عند شعب الأزتيك).
- مخطوطة أوبين (تسرد أسطورة شعب الأزتيك منذ خروجه من أزتلان ووصولاً إلى تينوشتيتلان).
- إيستوريا تولتيكا–تشيتشيميكا (أسطورة الأزتيك المتعلقة بشعبي التولتيك والتشيتشيميك الأسطوريين).